# Neuhof (Rain)
Neuhof ist ein Gemeindeteil der Stadt Rain  im Landkreis Donau-Ries (Regierungsbezirk Schwaben, Bayern).

## Geographie und Verkehr
Der Weiler Neuhof liegt dreieinhalb Kilometer östlich von Rain, unmittelbar nördlich der Bundesstraße 16. Der Weiler ist vom Stadtzentrum alternativ über Niederschönenfelder- und Neuhofstraße (Gärtnersiedlung) oder über Mittelstetten zu erreichen. 

## Geschichte
Das Anwesen wurde in der ersten Hälfte des 19. Jahrhunderts gegründet und anfangs nach der Besitzerfamilie als der „Neue Kuglerhof“ bezeichnet. Der Rainer Metzger und Germsieder hat mit Familie 200 Tagewerk Moosgründe kultiviert und war dafür ausgezeichnet worden. Der tüchtige Sohn Johann Kugler übernahm den Hof 1836. Ursprünglich gehörte der Kuglerhof mit dem Dorf Mittelstetten zur Pfarrei Gempfing, am 8. November 1836 wurde die Umpfarrung zur Kuratie Niederschönenfeld verfügt (das Dorf Mittelstetten wechselte im Oktober 1838 nach Rain). Einige Zeit bewirtschaftete den Neuhof eine Mennonitenfamilie (Volkszählung 1871: elf Personen dieser Glaubensgemeinschaft).
1941 hat den Gutshof mit über 80 Hektar Feldern der Staat für die Justizvollzugsanstalt Niederschönenfeld erworben. Während einst die Landwirtschaft mit Tierhaltung weiter betrieben wurde, befinden sich jetzt 45 Haftplätze des offenen Vollzugs in zwei Häusern. Einen Teil der landwirtschaftlichen Grundstücke hat der Staat langfristig für Zwecke der Gärtnersiedlung Rain, die sich auf die Gemarkungen Rain und Mittelstetten erstreckt, bereitgestellt.

## Gemeinde
Neuhof gehörte seit der Gründung zur Gemeinde Mittelstetten, die am 1. Juli 1972 im Zuge der Gebietsreform in Bayern vom Landkreis Neuburg an der Donau zum Landkreis Donau-Ries kam, der bis zum 1. Mai 1973 die Bezeichnung Landkreis Nördlingen-Donauwörth trug. Am 1. Januar 1977 folgte die Eingemeindung von Mittelstetten mit Neuhof in die Stadt Rain.